# Allium mirzajevii
Allium mirzajevii là một loài thực vật có hoa trong họ Amaryllidaceae. Loài này được Tscholok. mô tả khoa học đầu tiên năm 1965.